# Estadi de Charmilles
L'Estadi de Charmilles o Stade des Charmilles fou un estadi de futbol de la ciutat de Ginebra, a Suïssa.
Va ser inaugurat l'any 1930 i va ser seu de la Copa del Món de Futbol de 1954. Fou la seu del club Servette FC, fins a l'any 2002, quan va ser clausurat i substituït per l'Stade de Genève.